# Avellanosa de Muñó
Avellanosa de Muñó ist ein Ort und eine nordspanische Landgemeinde (municipio) mit 97 Einwohnern (Stand: 2024) im Zentrum der Provinz Burgos in der Autonomen Gemeinschaft Kastilien-León.

## Lage und Klima
Der Ort Avellanosa de Muñó liegt in der kastilischen Hochebene (meseta) gut 50 km (Fahrtstrecke) südlich von Burgos in einer Höhe von ca. 870 m; die historisch bedeutsame Kleinstadt Lerma befindet sich etwa 8 km nordöstlich. Das Klima ist gemäßigt bis warm; Regen (ca. 500 mm/Jahr) fällt übers Jahr verteilt.

## Bevölkerungsentwicklung
| Jahr      | 1857 | 1900 | 1950 | 2000 | 2017 |
| Einwohner | 565  | 672  | 619  | 162  | 114  |

Die Mechanisierung der Landwirtschaft und die Aufgabe bäuerlicher Kleinbetriebe haben seit der Mitte des 20. Jahrhunderts zu einem deutlichen Rückgang der Einwohnerzahlen geführt. Zur Gemeinde gehören auch die jeweils ca. 25 Einwohner zählenden Weiler (pedanías) Paúles del Agua, Pinedillo und Torrecitores del Enebral.

## Wirtschaft
Die Einwohner der Landgemeinde leben hauptsächlich von der Landwirtschaft (Ackerbau, Viehzucht und Weinbau); die Gemeinde gehört zum Weinbaugebiet Arlanza (D.O.). Seit den 1960er Jahren spielt auch die sommerliche Vermietung von Ferienhäusern (casas rurales) eine gewisse wirtschaftliche Rolle.

## Geschichte
Keltische, römische, westgotische und selbst maurische Spuren fehlen. Der Ort wird im Jahr 1030 erstmals urkundlich erwähnt; im ausgehenden 16. Jahrhundert gehörte er zur Grundherrschaft (señorio) des Herzogs von Lerma und der Abtei Santo Domingo de Silos.

## Sehenswürdigkeiten

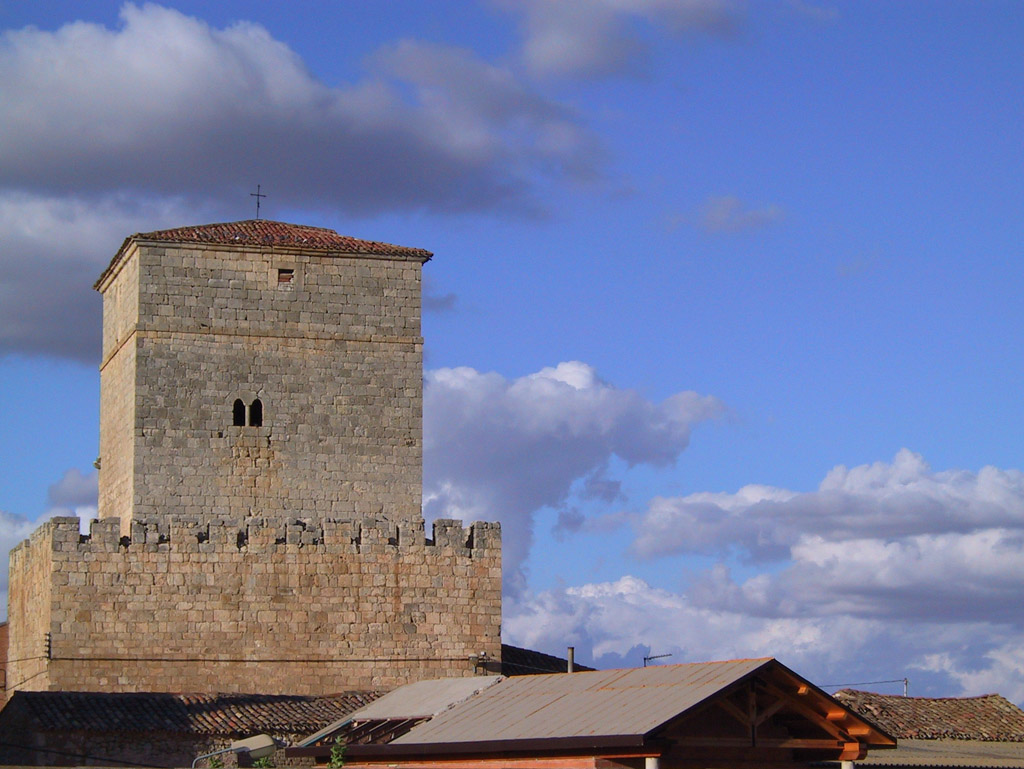
Torrecitores – Wehrturm

- Die Pfarrkirche San Miguel Arcángel ist ein einschiffiger Bau aus dem 13. bis 18. Jahrhundert. Das spätromanische Südportal steht im Kontrast zum Rest des Baues, der im 18. Jahrhundert grundlegend umgestaltet wurde. Durch einen Anbau im Westen der Kirche wurde der Glockengiebel (espadaña) optisch verschoben.
- Unmittelbar neben der Kirche steht das im 18. Jahrhundert erbaute Pfarrhaus.

Umgebung
- In der Umgebung des Ortes stehen die Ruinen mehrerer Taubenhäuser (palomares) des 17. bis 19. Jahrhunderts mit schrägen Pultdächern.
- Die kleine Iglesia de San Mamès des Weilers Paúles de Agua ist dem in Mitteleuropa nahezu unbekannten hl. Mamas geweiht; sie hat ein romanisches Portal und eine schöne gotische Apsis. Außerdem gibt es noch einige Felsenkeller (bodegas).
- Im Weiler Torrecitores del Enebral steht ein mittelalterlicher Wehrturm, der wahrscheinlich zu einem Gutshof gehörte.